# Josef Kentenich

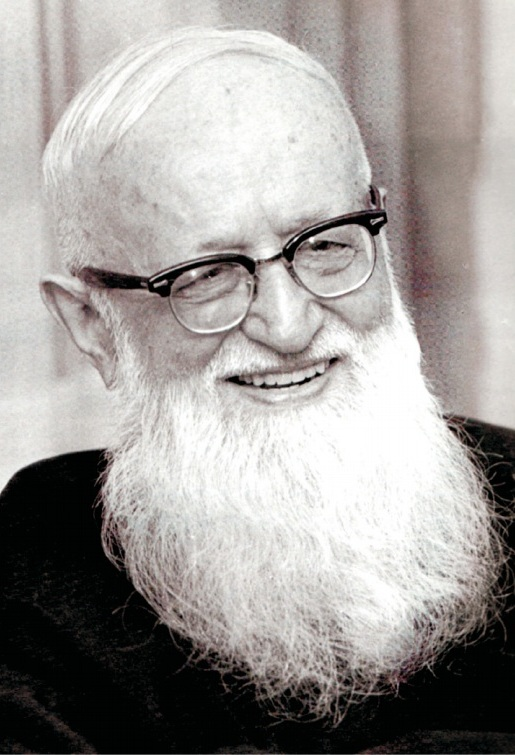
Josef Kentenich (1956)

Josef (Joseph) Kentenich (* 16. November 1885 in Gymnich bei Köln; † 15. September 1968 in Schönstatt) war Pater in der Gesellschaft der Pallottiner, einer Gesellschaft apostolischen Lebens, und Gründer der internationalen Schönstattbewegung.

## Leben

### Herkunft und Entwicklung

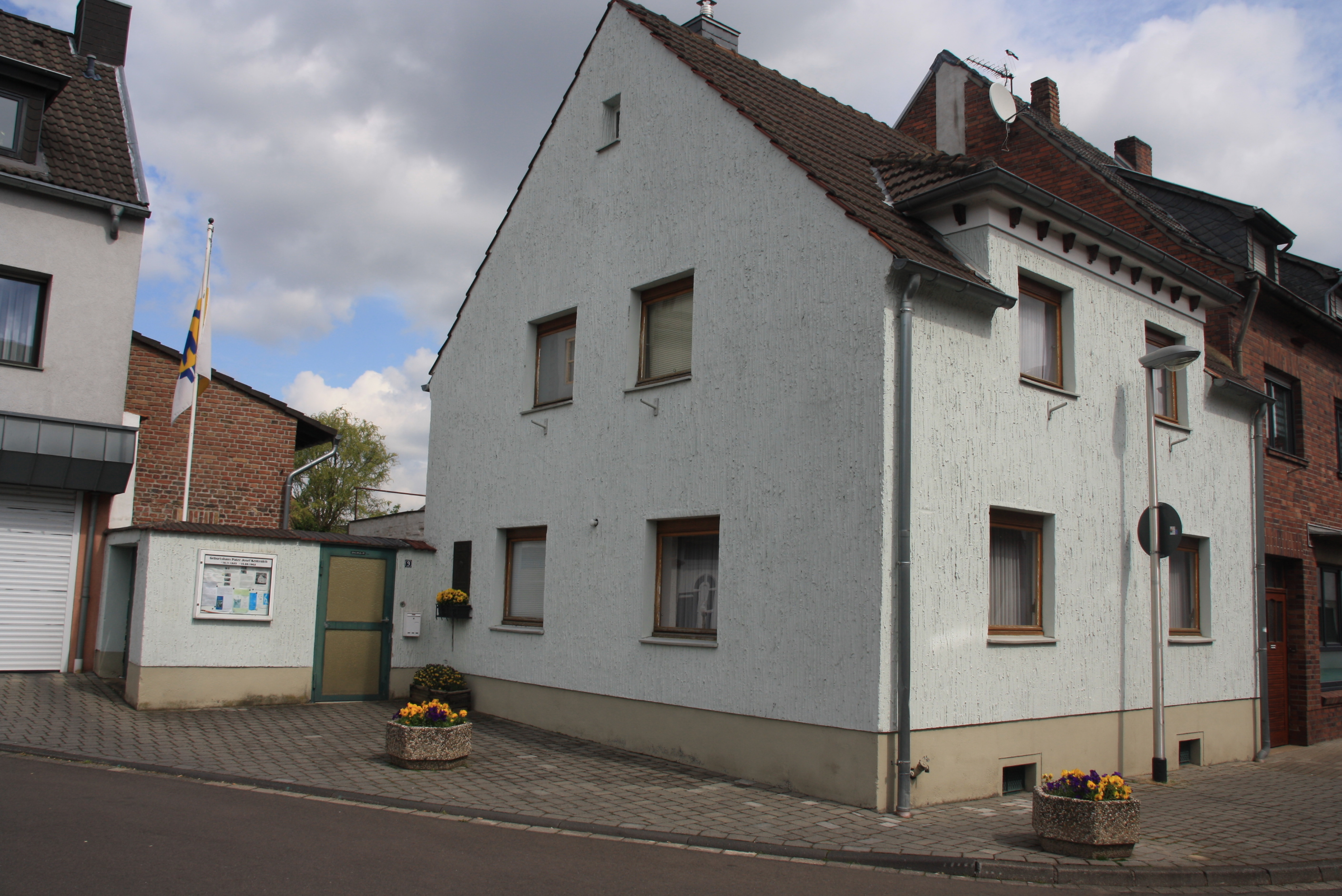
Geburtshaus in Gymnich

Kentenich wurde in Gymnich bei Köln als uneheliches Kind von Katharina Kentenich und Matthias Josef Köp aus Eggersheim geboren und auf den Namen Peter Josef getauft.
Vom 23. September 1899 bis 1904 besuchte er das Pallottiner-Gymnasium in Koblenz-Ehrenbreitstein. Nach dem zweijährigen Noviziat vom 24. September 1904 bis 1906 studierte er von 1906 bis 1911 im Missionshaus der Pallottiner in Limburg a. d. Lahn katholische Theologie. Am 8. Juli 1910 empfing er in Limburg die Priesterweihe. Am 18. September 1911 wurde er Lehrer in Ehrenbreitstein. Von 1912 bis 1919 wirkte er als Spiritual (geistlicher Begleiter) am Studienkolleg der Pallottiner in Vallendar am Rhein.
Mathias Köp, der Vater von Joseph Kentenich, wurde am 9. Dezember 1847 in Eggersheim im Haus Bachstraße 9 geboren. Er starb am 19. März 1931 im Haus Kurfürstenstraße 7. Köp hatte nie geheiratet und starb ledig. Nach dem Lagerbuch zum Friedhof starb er an Altersschwäche und wurde in Grab Nr. 119 beerdigt. Das Grab wurde in den 1970er Jahren eingeebnet.
Köp war Verwalter auf dem Heuserhof im damaligen Alt-Oberbolheim. Dort hatte er auch die Mutter von Josef Kentenich, Katharina Kentenich, kennengelernt. Unbelegt ist, dass Josef Kentenich seinen Vater 1910 in Eggersheim besucht hat, und zwar ohne seine Mutter.

### Gründung Schönstatts
Am 19. April 1914 gründete Peter Josef Kentenich in Vallendar zusammen mit einigen der ihm anvertrauten Studenten eine Marianische Kongregation, aus der später das Schönstattwerk hervorging. Der 18. Oktober 1914 gilt als Gründungstag, an dem er in der Michaelskapelle einen Vortrag vor seinen Studenten hielt und mit ihnen ein „Liebesbündnis“ schloss. Während des Ersten Weltkriegs erweiterte sich die junge Schönstattbewegung um Mitglieder außerhalb des Vallendarer Kollegs. Im Jahr 1919 wurde der Apostolische Bund und 1920 die Apostolische Liga gegründet. Der Apostolische Bund war ein Sammelbecken für Menschen – ob Schüler, Theologiestudenten, Priester, Frauen, Männer, Akademiker, Lehrer oder wer auch immer –, die sich von Schönstatt aus zum apostolischen Engagement motivieren und befähigen lassen wollten. Am 8. Dezember 1920 wurden die ersten Frauen offiziell in den Apostolischen Bund aufgenommen. Aus diesem Bund heraus bildeten sich verschiedene neue Gemeinschaften. Am 1. Oktober 1926 gründete Kentenich die Schönstätter Marienschwestern als erstes Säkularinstitut.

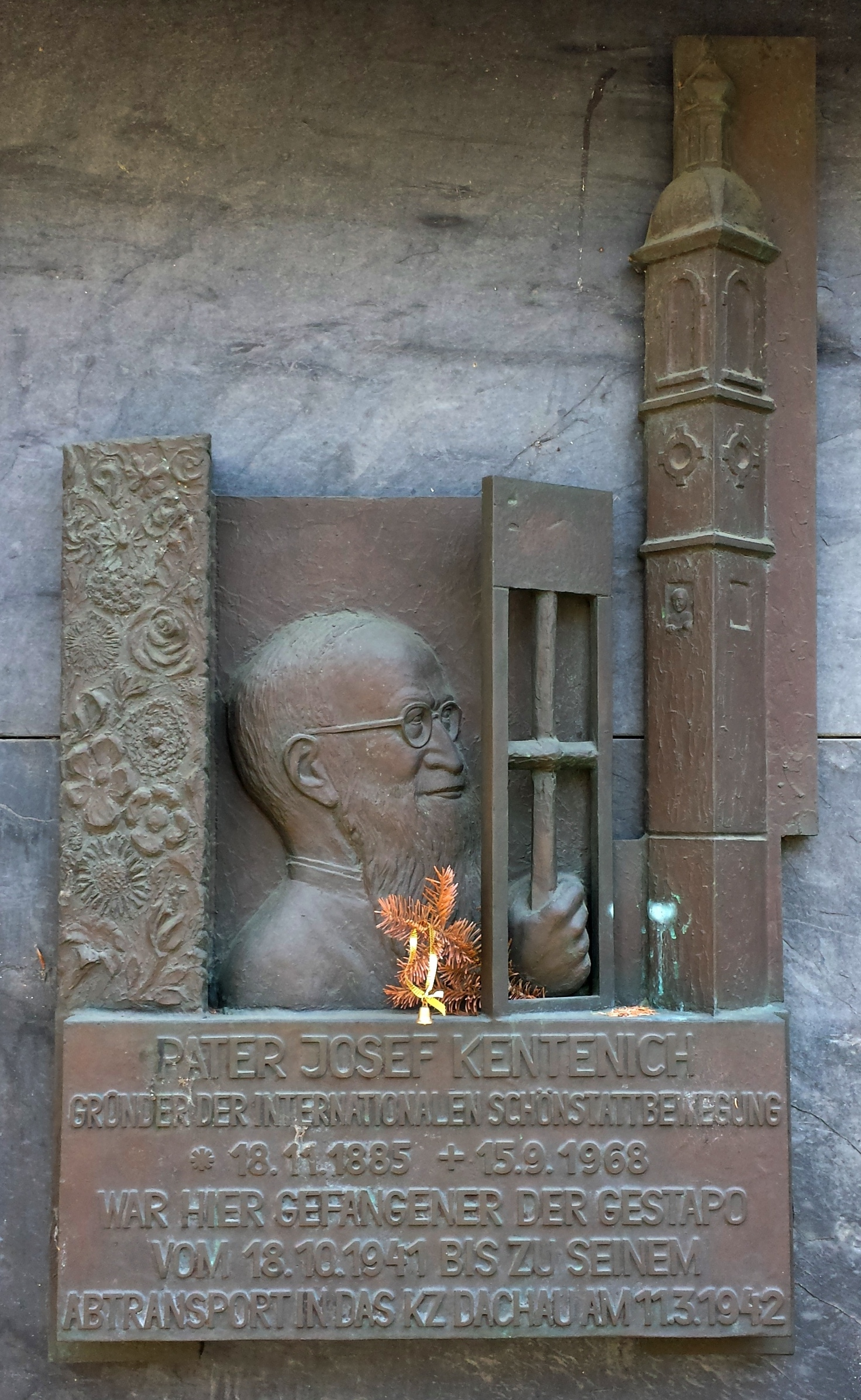
Erinnerungstafel in Koblenz

Bis 1951 gehörte Kentenich der Hausgemeinschaft des 1928 errichteten Bundesheims (heute Pallotti-Haus) an.

### Zeit des Nationalsozialismus

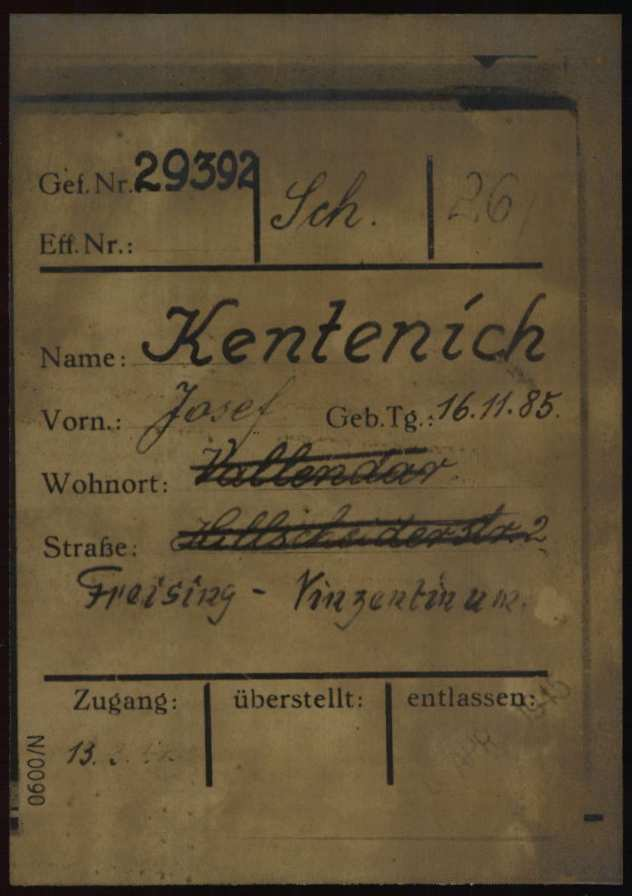
Registrierungskarte von Josef Kentenich als Gefangener im KZ Dachau

1936 ermöglichte Kentenich dem Chirurgen und Frauenarzt Paul Bosse die Gründung einer Privatklinik, indem er Schönstätter Marienschwestern nach Wittenberg schickte, die Einzigen, die es wagten, den „jüdisch versippten“ und 1933 gekündigten Chefarzt zu unterstützen. Seiner evangelischen, zur „Jüdin“ gemachten, später im KZ ermordeten Frau standen sie tapfer bei.
Aufgrund von Kentenichs strikt ablehnender Haltung dem Nationalsozialismus gegenüber wurde er am 20. September 1941 in Koblenz von der Gestapo verhaftet. Am 13. März 1942 wurde er in das Konzentrationslager Dachau überstellt, wo er bis zum 6. April 1945 inhaftiert war. Am 16. Juli 1942 gründete er im KZ zwei Schönstattgemeinschaften: das Schönstatt-Institut Marienbrüder und das Institut der Schönstattfamilien.

### Nachkriegszeit
Am 18. Oktober 1945 gründete Kentenich den Verband der Diözesanpriester und am 2. Februar 1946 das Institut der Frauen von Schönstatt. Am 16. November 1945 begann er Auslandsreisen in die Schweiz, nach Italien, Lateinamerika, Südafrika und in die USA.
Nachdem 1948 das Säkularinstitut der Schönstätter Marienschwestern kirchenrechtlich von Rom anerkannt worden war, erfolgte im Februar 1949 überraschend eine diözesane Visitation Schönstatts und der Schwesterngemeinschaft durch den Trierer Weihbischof Bernhard Stein. Pater Kentenich, der sich im Ausland aufhielt, nahm zu dem Visitationsbericht offen Stellung (Brief vom 31. Mai 1949: „Epistola perlonga“) und wollte dadurch eine genauere Auseinandersetzung mit seinem pastoralen Anliegen herbeiführen, das eine „organische Verbindung von natürlicher und übernatürlicher Lebensgestaltung“ beinhaltete. Dies wurde kirchlicherseits als Provokation empfunden und führte zu einer Anklage beim Heiligen Offizium, die eine päpstliche Visitation durch den an der Päpstlichen Universität Gregoriana lehrenden Jesuiten Sebastian Tromp nach sich zog. Im Anschluss wurde Kentenich durch ein Dekret des päpstlichen Visitators am 30. September 1951 aus Europa verbannt. Weitere einschränkende Dekrete folgten, ohne dass ihm Hintergründe für diese Maßnahmen mitgeteilt wurden. Kentenichs Hoffnung auf allseitige Aufarbeitung der sich häufenden Verdächtigungen wurde nicht erfüllt.
Nach Öffnung der Archive aus der Zeit Pius’ XII. Anfang Juli 2020 wurde öffentlich bekannt, dass die Gründe für Kentenichs Verbannung nicht allein theologische Differenzen waren, sondern das Heilige Offizium auf diese Weise den systematischen Machtmissbrauch gegenüber den Schönstatter Marienschwestern maßregelte, der nach Darstellung der Tromp-Biographin und Kirchenhistorikerin Alexandra von Teuffenbach auch sexuellen Missbrauch einschloss. Das Generalpräsidium des internationalen Schönstattwerkes wies den Missbrauchsvorwurf zunächst noch „mit Entschiedenheit“ zurück, während Teuffenbach an ihrer auf Archivfunden basierenden Darstellung festhielt, die sie veröffentlicht habe, um „die Biografie des Gründers, dessen Kult das Schönstattwerk betreibt, um einige Elemente zu ergänzen“.
Seine Exilzeit verbrachte Kentenich ab dem 21. Juni 1952 in Milwaukee in den USA als Seelsorger für Deutsche und befolgte alle gegen ihn verhängten Auflagen. Im September 1965 erhielt er ein (anonymes) Telegramm mit einer Einladung in das Generalat der Pallottiner in Rom, wo er am 17. September 1965 eintraf. Infolge der Trennung der Schönstattbewegung von den Pallottinern bat Kentenich um Aufnahme in den Diözesanklerus der Diözese Münster. Am 16. November 1965 wurde er von Bischof Joseph Höffner in die Diözese Münster inkardiniert. Im Dezember empfing Papst Paul VI. Kentenich in einer Audienz. Am Heiligen Abend 1965 kehrte er – über achtzigjährig – nach Schönstatt zurück, wo er sich noch drei Jahre lang der Leitung seines weltweiten Werkes widmete. Der Interpretation der Schönstattanhänger, die Rückkehr nach Deutschland sei aufgrund einer Rehabilitierung erfolgt, wurde im Zuge der Aufarbeitung seines Falls Anfang der 2020er Jahre widersprochen. Entgegen späteren Darstellungen wurde seine Verbannung niemals offiziell aufgehoben. Der damalige Kardinal Joseph Ratzinger schrieb am 2. April 1982: „In der Sitzung des Hl. Offiziums vom 29. Oktober 1965 wurde keine der früheren Entscheidungen des Heiligen Offiziums, die die Lehre, Tätigkeit und Person Kentenichs betreffen, annulliert. Man bestand lediglich nicht darauf, dass Kentenich, der ohne Erlaubnis der Kongregation, sondern aufgrund eines fehlinterpretierten Telegramms von den USA nach Rom gekommen war, wieder dorthin zurückkehren müsse.“
Am 15. September 1968, dem Fest der Sieben Schmerzen Mariens, feierte Pater Kentenich zum ersten und zugleich letzten Mal die heilige Messe in der neu erbauten Dreifaltigkeitskirche auf Berg Schönstatt und verstarb unmittelbar nach der Messe völlig überraschend in der Sakristei der Kirche. Diese ehemalige Sakristei ist heute die Grabkapelle von Pater Kentenich. Sein Sarkophag trägt die lateinische Inschrift Dilexit Ecclesiam („Er liebte die Kirche“).

## Werk
Josef Kentenich verstand sich als Pädagoge und hat sein pädagogisches Tun auch in hohem Grad reflektiert. Die Schönstatt-Bewegung wollte er nicht nur als spirituelle und apostolische, sondern auch als pädagogische Bewegung verstanden wissen. Die von ihm entwickelte Kentenich-Pädagogik entsprang seinem Menschen-, Gemeinschafts- und Gottesbild. Sie zielt auf die Freiheit und Vollentfaltung des Menschen (Idealpädagogik). Sie hat die geistige und seelische Bindungsfähigkeit und Bindungsfülle des Menschen im Blick (Bindungspädagogik). Durchgehend vertritt Kentenich ein Gottesbild, wonach Gott der Erzieher des Menschen ist. Auch sein Marienbild ist davon geprägt. Maria ist die Erzieherin schlechthin (Bündnispädagogik).

## Vorwurf von Regelverstößen und Übergriffen
Die Kirchenhistorikerin Alexandra von Teuffenbach veröffentlichte im Herbst 2020 Dokumente aus dem Limburger Provinzarchiv der Pallottiner; in einer zweiten Veröffentlichung sollten vatikanische Akten zur Visitation Tromps folgen. Die Unterlagen waren bisher nicht öffentlich zugänglich, aber sehr wohl intern bekannt. Von Teuffenbach legt dabei den Schwerpunkt auf die teilweise unter Eid gemachten Aussagen von betroffenen Frauen. Kentenich werden zahlreiche Regelverstöße vorgeworfen, wie Machtmissbrauch, unzulässige Beichtpraktiken und körperliche Berührungen. Sie warf Kentenich sexuell-körperlichen Missbrauch vor. Mehrere Schwestern hätten beschrieben, wie unpassend und unangenehm ihnen die körperliche Nähe schien, die Kentenich wiederholt suchte. Mit dem Zwang, dass Schwestern ihren Beichtvater nicht selbst wählen konnten, sondern bei ihm beichten mussten, verstieß er gegen das kirchenrechtliche Verbot der Vermischung von Leitungsgewalt und Beichte. Über Bischöfe, Ordensobere und externe Priester äußerte sich Kentenich den Dokumenten zufolge abfällig; wer Kentenichs Machtanspruch als „Vater“ und den um ihn getriebenen Personenkult in Frage gestellt habe, sei isoliert worden.
Die Reaktionen seitens der Schönstattbewegung auf diese Veröffentlichungen sind uneinheitlich. Die Leitung der Schönstätter Marienschwestern nannte die Dokumentation „offensichtlich einseitig“ und forderte am 28. Oktober 2020, die Glaubhaftigkeit der Aussagen und die dahinter liegenden Motive umfassend zu untersuchen. Von Teuffenbach verwies darauf, dass „das Archiv der Marienschwestern für alle, besonders aber für wissenschaftliche Forschung verschlossen“ sei. Im Gegensatz zu den Marienschwestern erklärte der Vorsitzende des Generalpräsidiums von Schönstatt International, Pater Juan-Pablo Catoggio, am 30. Oktober 2020 in einem Schreiben an alle Mitglieder, die Zeugnisse aus dem Seligsprechungsprozess seien bisher nur den verantwortlichen Personen bekannt gewesen und daher für die Schönstatt-Bewegung „neu und schockierend“. Die Bewegung habe keine Angst vor der Wahrheit und werde sich einer gründlichen historischen Aufarbeitung der Vorwürfe gegen Kentenich stellen. Das Säkularinstitut der Schönstätter Marienschwestern verwahrte sich gegen eine „Vorverurteilung“ Kentenichs und versuchte, die Buchveröffentlichung Teuffenbachs mit juristischen Mitteln zu unterbinden.
Das Bistum Trier, in dem der Gründungsort und das heutige Zentrum der Schönstatt-Bewegung in Vallendar liegt, berief im März 2021 eine Expertengruppe ein, die den durch die Archivfunde Teuffenbachs offengelegten Vorwürfen geistlichen, emotionalen und körperlich-sexuellen Missbrauchs nachgehen solle; dabei sollte auch bis dahin nicht zugängliches Archivmaterial berücksichtigt werden. Der Kommission gehörten Wissenschaftler (Kirchenhistoriker, Pastoraltheologen, Religionspädagogen) sowie Vertreter der Pallottiner und der Schönstatt-Bewegung an, nicht jedoch Alexandra von Teuffenbach.
Untersucht werden sollten auch Vorwürfe, die sich auf Vorfälle in Kentenichs Zeit in Milwaukee beziehen. Dort soll er einen Mann zwischen 1958 und 1962 sexuell missbraucht haben. Die Vorwürfe seien der Erzdiözese Milwaukee ab 1994 bekannt gewesen und auch untersucht worden, erklärte der Trierer Bischof Stephan Ackermann. Das dortige kirchliche Gericht habe damals keinen Anlass gesehen, die Sache weiter zu verfolgen. Das Bistum Trier habe die Gerichtsunterlagen im Rahmen des Seligsprechungsverfahrens erhalten und als „stimmig“ erachtet. Der Fall müsse jetzt noch einmal neu bewertet werden, um zu prüfen, „ob die damalige Untersuchung auch nach heutigen Kriterien als ausreichend betrachtet werden kann, oder ob Aspekte unberücksichtigt geblieben sind, die für eine abschließende Bewertung unbedingt noch mit einbezogen werden müssen“.
Mit Beendigung des bischöflichen Seligsprechungsverfahrens im Frühjahr 2022 zog sich das Bistum Trier schließlich ganz aus der Kentenich-Forschung zurück und verzichtete auf die Einsetzung einer weiteren Historikerkommission, wie sie die Seligsprechungsregularien vorsehen, da die weitere Forschung nicht kirchlich bestimmt sein dürfe und sonst als interessengeleitet wahrgenommen werden könne.

## Seligsprechungsverfahren
Am 10. Februar 1975 wurde in Trier der Seligsprechungsprozess für Josef Kentenich eröffnet. Von 1996 bis 2016 war der Schönstatt-Pater Ángel Lorenzo Strada Postulator im Seligsprechungsverfahren Kentenichs. Der 1939 geborene Argentinier hatte ihn noch persönlich kennengelernt. Bereits 2016 hatte er in einem Interview eingeräumt, für den Seligsprechungsprozess müsste „auf ein Bild unseres Gründers, wo alles vollkommen ist, wo von Anfang an Heiligkeit da war“, verzichtet werden: „Dieser Kentenich hat nicht existiert.“ Stradas Nachfolger wurde der Chilene Eduardo Aguirre Cancino, der ebenfalls zu den Schönstatt-Patres gehört.
Im Mai 2022 teilte das Bistum Trier mit, dass Bischof Ackermann wegen der Anschuldigungen, die noch nicht entkräftet werden konnten, das Seligsprechungsverfahren ausgesetzt habe; das Bistum werde das Verfahren nicht aktiv fortführen. Nötig sei zunächst eine vertiefte externe Forschung zu Person und Wirken von Josef Kentenich. Das auf den 3. Mai datierte Dekret über die Aussetzung des Seligsprechungsverfahrens für Pater Josef Kentenich wurde zwei Monate später im Wortlaut veröffentlicht. Der Postulator Aguirre führte die Entscheidung des Bistums auf den öffentlichen Druck zurück und wehrte sich noch im Herbst 2022 öffentlich gegen die Vorwürfe. In einer Predigt zum 54. Todestag Kentenichs zeigte er sich überzeugt, dass der Schönstatt-Gründer voll entlastet und das Seligsprechungsverfahren künftig wiederaufgenommen werden könne.

## Rezeption und Denkmäler

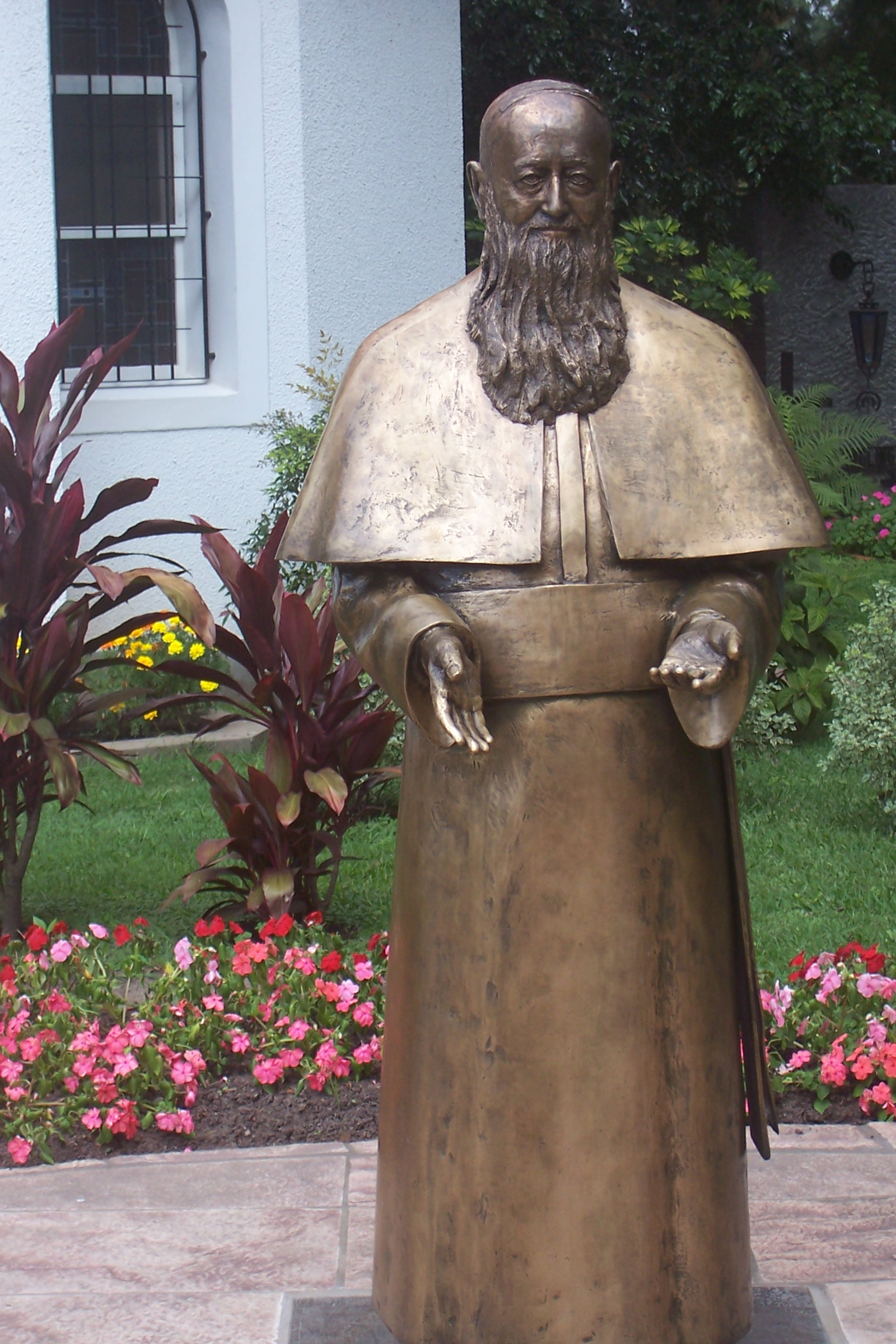
Bronzestatue des Gründers neben einem Kapellchen

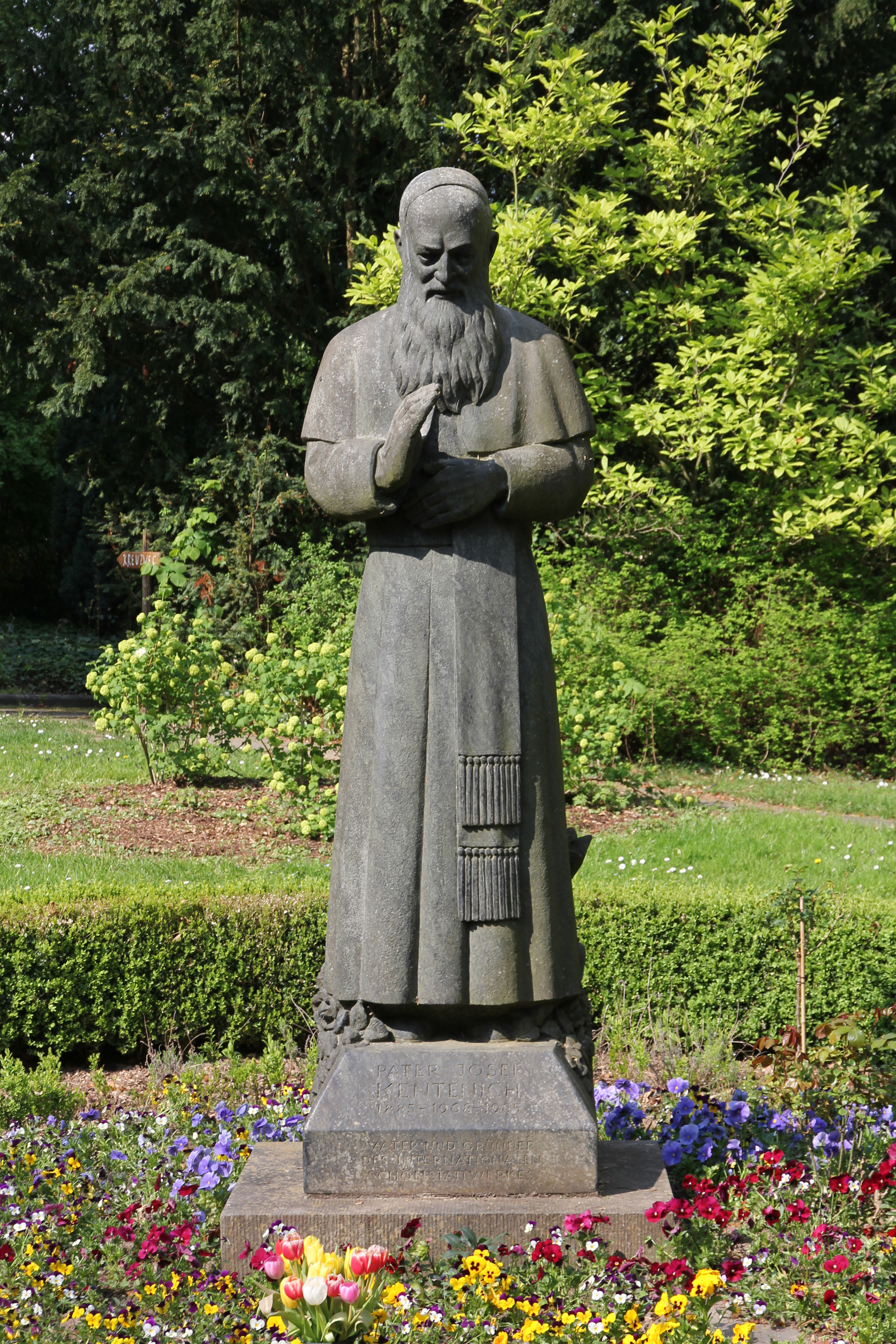
Kentenich-Statue (im Garten des ehemaligen Weidtmanschen Schlösschens in Koblenz)

- Kentenichs Leben wurde 1985 von Ludger Edelkötter und Wilhelm Willms mit dem Musical Wagnis und Liebe vertont.[30]
- Bei einer Zuschauerumfrage des ZDF im Jahr 2003 landete Kentenich auf Platz 17 der „besten Deutschen“.[31]
- Im Jahr 2005 legte der Patris Verlag mit dem Buch von Christian Feldmann die erste von einem Nicht-Schönstätter geschriebene Biografie Kentenichs vor.[32]
- In der modernen Heilig-Geist-Kirche im polnischen Kolberg findet sich im Kirchenvorraum eine Kupfer-Gedenktafel für Josef Kentenich.[33]